# Tom Fleming (Marathonläufer)
Tom Fleming (* 23. Juli 1951 in Bloomfield, New Jersey; † 19. April 2017 in Verona, New Jersey) war ein US-amerikanischer Marathonläufer.

## Leben
Tom Fleming wurde 1973 Zweiter beim Boston-Marathon und gewann den New-York-City-Marathon. 1974 wiederholte er seinen zweiten Platz in Boston. 1975 wurde er Dritter in Boston und siegte erneut in New York City. Im Jahr darauf wurde er beim US-Ausscheidungswettkampf für die Olympischen Spiele in Montreal Fünfter, gewann die Route du Vin und wurde beim erstmals als Stadtlauf ausgetragenen New-York-City-Marathon Sechster. 1977 wurde er Sechster in Boston, Zwölfter in New York City, Vierter beim Fukuoka-Marathon und US-Meister im 30-km-Straßenlauf. 1978 folgte einem zehnten Platz in Boston der Sieg beim Cleveland-Marathon, und 1979 wurde er Vierter in Boston und Sechster bei den Panamerikanischen Spielen in San Juan.
Von 1991 bis 1997 war er Nationaltrainer des US-Leichtathletikverbandes im Bereich Langstreckenlauf. Zuletzt arbeitete er als Leichtathletiktrainer an der Montclair Kimberley Academy.

## Persönliche Bestleistungen
- Stundenlauf: 19.348 m, 9. August 1977, Boston
- 25.000 m: 1:19:59,2 h, 1. Juli 1973, Farmingdale (ehemaliger US-Rekord)
- 30-km-Straßenlauf: 1:34:20 h, 23. Dezember 1978, New York City
- Marathon: 2:12:06 h, 21. April 1975, Boston